# Grzywna (województwo zachodniopomorskie)
Grzywna (niem. Waidmannsruh) – kolonia w Polsce położona w województwie zachodniopomorskim, w powiecie choszczeńskim, w gminie Bierzwnik. W latach 1975–1998 miejscowość administracyjnie należała do województwa gorzowskiego. W roku 2007 kolonia liczyła 18 mieszkańców. Miejscowość wchodzi w skład sołectwa Rębusz.

## Geografia
Kolonia leży ok. 400 m na południe od Rębusza, przy linii kolejowej nr 351.